# Deepak Foundation
Die Deepak Foundation ist eine 1981 von C.K. Mehta gegründete indische Nichtregierungsorganisation mit Hauptsitz in Vadodara (Gujarati: વડોદરા, Vaḍodarā; früher Baroda). 
Die Organisation leistet Entwicklungshilfe in den ländlichen unterentwickelten Gebieten in der Gemeinde Vadodara. Das Grundanliegen ist diese unterprivilegierten Gebiete zu stärken, indem eine Grundlage zum Lebensunterhalt und ein intaktes Gesundheitssystem aufgebaut werden.
Nahezu 400 professionelle Vollzeitangestellte, davon 35 % Frauen, arbeiten in 22 Stationen und erreichen in Zusammenarbeit mit vielen weiteren Freiwilligen 1,9 Millionen Menschen.
Die Tätigkeit setzt sich aus vielen verschiedenen Projekten zusammen, die bedeutendsten sind das Safe Motherhood & Child Survival - Project (SMCS) und das Kawant Livelihood Project (KALP).

## Ambitionen
„The Deepak Foundation's vision is a world that is free of distress, disease, deprivation and exploitation. Our focus is the woman and the child: they are the vehicles through which the future can be determined and changed.“

Um sich dieser „Vision“ zu nähern, hat sich die Organisation vier Hauptziele gesetzt, die es zu erreichen gilt:
1. das Fördern von Praktiken, die sichere Mutterschaften und Kindheiten fördern
2. Gesundheitsservice und Vorschulerziehung zugänglich machen
3. das Gewährleisten einer nachhaltigen Lebensgrundlage für unterprivilegierte und an den Rand gedrängte Gemeinden
4. Katastrophenschutz

## Geschichte
Das durch eine Überschwemmung im Jahre 1981 verursachte Leid veranlasste C.K. Mehta, den späteren Gründer und heutigen Vorsitzenden, sozial tätig zu werden. 
Das erste Projekt war somit ein Krankenhaus in Nandesari (einem unentwickelten Industriegebiet im Distrikt Vadodara). 1982 wurde ein Krankentransportsystem integriert, das die sehr hohe Sterberate auf dem Weg zum Krankenhaus eindämmen sollte. Hiermit wurden 1982 bereits 30 ländliche Dörfer abgedeckt. Finanziell unterstützend beteiligte sich nun auch die 'Deepak Group of Companies', ein Zusammenschluss industrieller Unternehmen.
In den frühen 1990er Jahren begann die Organisation sich vermehrt um die Lebensqualität der Frau zu kümmern. Dazu gehörten Mikrokredite für Witwen oder das Einführen von kooperierter  Milchverarbeitung. Das Immigrieren vieler Arbeiter in das Industriegebiet machte eine HIV-Vorsorge Ende der 1990er Jahre notwendig. 
Ab 2004 arbeitete die Organisation verstärkt mit der regionalen Regierung. So wurde 2005 das Safe Motherhood & Child Survival - Project (SMCS) mit einer Vielzahl einzelner Maßnahmen ins Leben gerufen. 2009 startete das großangelegte Kawant Livelihood Project (KALP) um sämtliche Belange der Lebensgrundlage in unterentwickelten Gebieten abzudecken.
Heute leistet die Organisation einen maßgeblichen Anteil an der Entwicklung des Distrikts Vadodara. Nahezu 2 Millionen Menschen in 1548 Dörfern werden mit der Arbeit erreicht.

## Projekte
Projekte sind beispielsweise Deepak Medical Foundation Hospital (DMF), Pre-School Education & Care, Integrated Child Development Services, Sexual Health and HIV/AIDS awareness oder Disaster Relief and Rehabilitation.

### Safe Motherhood & Child Survival (SMCS)
Das SMCS-Project wurde 2005 ins Leben gerufen und läuft in enger Zusammenarbeit mit den regionalen Behörden. Es beinhaltet verschiedenste Projekte und Institutionen. Schlüsselkomponenten sind:
1. Formation und Stärkung von Gesundheitscentren in den unterentwickelten Dörfern
2. Aufklärung durch viele anerkannte Gesundheitsaktivisten (ASHAs) und ausgebildeten Geburtshilfen (TTBAs)
3. ein Krankentransportsystem sowie zwei mobile Krankenhäuser
4. Dokumentation sowie vorsorgliche Betreuung von Schwangeren und Neugeborenen

### Kawant Livelihood projekt (KALP)
Das KALP-Project wurde 2009 begonnen und umfasst ein Paket an Maßnahmen um Lebensgrundlagen in Kawant (einem der geringsten entwickelten Gebiete Indiens) und Umgebung aufzubauen. Diese lassen sich grob in folgende Punkte einteilen:
1. Fördern der Agrikultur
2. Arbeitsstellen schaffen durch Kenntniserweiterung und Mikrokredite
3. Abbau der Emigration durch den Aufbau sozialer Gemeinschaften
4. Bewerben von Nachhaltigkeit und Regenerationsbedarf der Natur